# Mola (rodzaj)
Mola – rodzaj ryb promieniopłetwych z rodziny samogłowowatych (Molidae).

## Występowanie
Ciepłe i umiarkowane wody wszystkich oceanów.

## Klasyfikacja
Gatunki zaliczane do tego rodzaju:
- Mola mola – samogłów[5]
- Mola alexandrini(inne języki) (synonim: Mola ramsayi(inne języki))
- Mola tecta(inne języki)